# Premier (regeringsleider)
Premier of eerste minister is de titel voor een regeringsleider die geen staatshoofd is. Premier is Frans voor eerste.

## Specifieke betekenissen
In sommige landen, zoals Nederland, is premier een synoniem van minister-president of eerste minister. In andere landen kunnen die namen voor verschillende functies gebruikt worden. In sommige landen wordt de term premier gebruikt voor de leiders van deelstaatregeringen.
In België wordt de federale regeringsleider eerste minister of premier genoemd. De regeringsleiders van de gemeenschaps- en gewestregeringen worden aangeduid met de term minister-president; zie Premier (België).
In het Verenigd Koninkrijk wordt de term Prime Minister gebruikt om de regeringsleider aan te duiden. De term First Minister wordt gebruikt voor de leiders van de regeringen van Schotland, Wales en Noord-Ierland. Vroeger werd de term First Minister wel gebruikt als synoniem van Prime Minister. In de overzeese gebiedsdelen Bermuda en Turks- en Caicoseilanden wordt de gekozen regeringsleider Premier genoemd.
De benaming premier wordt ook gebruikt voor de regeringsleiders van de Provincies en territoria van Canada en de staten en territoria van Australië. De termen premier en Prime Minister moeten niet verward worden. In Canada en Australië is de Prime Minister het hoofd van de nationale c.q. federale regering. In Canada worden de regeringsleiders op nationaal, provinciaal en territoriaal niveau als groep soms aangeduid als de First Ministers.
Voorts wordt de benaming premier gebruikt voor de regeringsleiders van provincies van Zuid-Afrika, het eiland Nevis (een deelstaat van Saint Kitts en Nevis) en het eiland Niue.
In Frankrijk wordt de officïele regeringsleider premier ministre (letterlijk 'eerste minister') genoemd. Het woord premier wordt niet als zelfstandig naamwoord gebruikt. Hoewel er altijd een premier ministre is, wordt hij alleen beschouwd als feitelijke regeringsleider (bijvoorbeeld in de buitenlandse media) als er sprake is van cohabitation, dat wil zeggen als de premier van een andere politieke kleur is dan de president.
In de koninkrijken Denemarken, Noorwegen en Zweden wordt de eerste minister statsminister genoemd, letterlijk 'staatsminister'.

## Trivia
- In het Verenigd Koninkrijk was het sinds het begin van de 20e eeuw ongebruikelijk, maar niet per se onmogelijk, dat een premier een Engelse of Britse peer is, omdat hij dan het woord niet kon voeren in het Lagerhuis. Na hun aftreden echter worden de Britse premiers doorgaans voor bewezen diensten in de Orde van de Kousenband opgenomen en daarmee geridderd door het staatshoofd. Vaak worden zij ook een Britse peer, zodat zij zitting krijgen in het Hogerhuis.[1] Nu edellieden lid van het Lagerhuis kunnen zijn, is deze beperking opgeheven.[2]
- De Nederlandse minister-president huist te Den Haag op het Binnenhof in het Torentje; de Belgische te Brussel op het adres Wetstraat 16.